# Jaskinia Czarna
Die Höhle Jaskinia Czarna (dt.: Schwarze Höhle) ist eine Höhle im Tal Dolina Kościeliska am Berg Organy im Massiv der Westtatra (Tatra-Nationalpark) in Polen. Sie ist die sechstlängste sowie eine der größten Höhlen in Polen und der Tatra. Man darf sie nur mit der Genehmigung der Nationalparkverwaltung betreten. Sie ist nur teilweise erforscht.
Die Höhle liegt bei Zakopane und Kościelisko, ist 7247 Meter lang und hat mehrere Eingänge auf Höhe von zwischen 1294 m n.p.m. und 1404 m n.p.m.